# آنتون لهمدن
آنتون لِهِمدِن (اسلواکی: Anton Lehmden; ۲ ژانویهٔ ۱۹۲۹ – ۷ اوت ۲۰۱۸) نقاش، استاد دانشگاه، تصویرگر، و گرافیست اهل کشور اتریش بود. لمدن به همراه ارنست فکس، مایتر لهرب (هلموت لهرب)، رودولف هاسنر، آریک برائور، فریتز جانسکا و ولفگنگ هتتر از بنیانگذاران مکتب واقع‌گرایی خیالی وین بودند. او پس از سال ۱۹۴۵ در وین اقامت گزید و در آکادمی هنرهای زیبای وین تحصیل کرد. در سال ۱۹۴۸ در نمایشگاه‌های باشگاه هنری وین حضور داشت و در بسیاری از نمایشگاه‌های بین‌المللی نیز حضور داشته‌است. او از سال ۱۹۶۲/۱۹۶۳ در استانبول تدریس کرد و از سال ۱۹۷۱ تا ۱۹۹۷ استاد آکادمی هنرهای زیبا در وین بود.